# هيش سو وي
هيش سو وي (بالإنجليزية: Hsieh Su-wei) مواليد 4 يناير 1986 في كاوهسيونغ، تايوان، هي لاعبة كرة مضرب تايوانية بدأت مسيرتها كمحترفة عام 2001. أعلى تصنيف وصلت إليه في منافسات فردي السيدات كان رقم. 23 في 25 فبراير 2013؛ وهو أعلى تصنيف وصلت إليه لاعبة تايوانية على الإطلاق.
فازت هيش سو وي ببطولتي جراند سلام مع شريكتها بينق شواي هما بطولة ويمبلدون 2013، ودورة فرنسا المفتوحة 2014. وبذلك أصبحت أول لاعبة تايوانية تفوز بلقب جراند سلام. أعلى تصنيف وصلت إليه في منافسات زوجي السيدات كان رقم. 1 في (12 مايو 2014)، وهي أول لاعبة تايوانية بين الرجال والسيدات وفي منافسات الفردي والزوجي تصل إلى المركز الأول عالمياً.

## نهائيات الجراند سلام

### زوجي السيدات: 2 (2 لقب)
| اللقب | السنة | البطولة        | السطح | الشريكة   | الخصوم                    | النتيجة       |
| ----- | ----- | -------------- | ----- | --------- | ------------------------- | ------------- |
| بطلة  | 2013  | بطولة ويمبلدون | عشبي  | بينق شواي | أشلي بارتي كيسي ديلاكوا   | 7–6(7–1), 6–1 |
| بطلة  | 2014  | فرنسا المفتوحة | ترابي | بينق شواي | ساره إيراني روبيرتا فينسي | 6–4, 6–1      |

## روابط خارجية
- هيش سو وي على موقع رابطة محترفات التنس (الإنجليزية)
- هيش سو وي على موقع الاتحاد الدولي لكرة المضرب (الإنجليزية)
- هيش سو وي على موقع كأس بيلي جين كينغ (الإنجليزية)
- هيش سو وي على موقع بطولة ويمبلدون (الإنجليزية)
- هيش سو وي على موقع خلاصة التنس.كوم (الإنجليزية)
- هيش سو وي على موقع إي إس بي إن.كوم (الإنجليزية)
- هيش سو وي على موقع اللجنة الأولمبية الدولية (الإنجليزية)
- هيش سو وي على موقع أوليمبيديا (الإنجليزية)